# دالتون سيتي (إلينوي)
دالتون سيتي (بالإنجليزية: Dalton City, Illinois)‏ هي منطقة سكنية تقع في الولايات المتحدة في إلينوي.